# Пулау-Сенанг
1°10′14″ пн. ш. 103°44′10″ сх. д. / 1.1705555555556° пн. ш. 103.73611111111° сх. д.
Пулау Сенанг — кораловий острів площею 81,7 га, який розташований приблизно за 13 кілометрів від південного узбережжя головного острова Сінгапур. Разом із Пулау-Павай на північному заході та Пулау-Судонг далі за Пулау-Паваї, він використовується як військовий тренувальний майданчик для навчань з бойової стрільби, які проводять Збройні сили Сінгапуру. Пулау-Сенанг найбільш відомий в історії Сінгапуру як місце колишнього експериментального виправного поселення, яке зазнало краху через три роки, коли в 1963 році спалахнув сумнозвісний бунт проти невеликого підрозділу тюремної адміністрації, що призвело до смерті трьох офіцерів, у тому числі начальника в'язниці.

## Етимологія
З малайської Pulau Senang дослівно перекладається як «Острів легкості».

## Тюремний бунт
У 1960 році на острові Пулау Сенанг уряд Сінгапуру заснував виправну колонію експериментального типу. На острові ув'язненим, переважно гангстерам, дозволяли вільно пересуватися, проте їх примушували до фізичної праці .  Передбачалося, що ув’язнених можна було б виправити за допомогою важкої праці та відправити додому з можливістю згодом знайти роботу.
Тюремне поселення  відкрилось 18 травня 1960 року, коли 50 ув’язнених, надісланих із в’язниці Чангі, прибули разом із суперінтендантом в’язниці Деніелом Даттоном, ірландцем за походженням, якого призначили начальником колонії. Протягом наступних трьох років кількість ув'язнених з материка зросла до 320, і разом вони перетворили острів на затишне поселення, хоч і для злочинців.
Даттон вважав, що ув'язнені затримані під його керівництвом не були цілком жорстокими і злими і могли бути реабілітовані, що призвело до досить поблажливого ставлення. Однак, незважаючи на такий світогляд, він також слідкував за суворим дотриманням дисципліни і без вагань карав тих ув'язнених, які насмілювалися оскаржувати або порушувати його накази чи правила в'язниці, а також тих непокірних ув'язнених, які постійно порушували закон. Крім того, з твердим переконанням, що суворих ув’язнених можна виправити важкою працею, Даттон наказав забрати зброю у тюремних охоронців, вважаючи це непотрібним для підтримки порядку. Наприкінці 1962 року в’язні, більшість з яких почали вкрай обурюватися залізними правилами і жорсткими підходами Даттона, побачили, що нагода дати відсіч наближається. Даттон і тюремний персонал знали про це, і, незважаючи на попередження про те, що незабаром може відбутися повстання, Даттон на прізвисько «Тигр, що сміється», висміявся і не звернув на це уваги. 12 липня 1963 року група з 70-90 арештантів підняла бунт і спалила більшість будівель в'язниці-поселення. Перед тим, як все вийшло з-під контролю, у Даттона ще була можливість викликати підкріплення поліції з материка, а також звернутися за допомогою до морської поліції, але коли він зрозумів, що ситуація вийшла з-під контролю, було вже надто пізно. Ув'язнені пішли прямо до приміщень тюремного начальства і за допомогою сокир і мотик жорстоко вбили Даттона, понівечили його труп і вбили ще трьох тюремних офіцерів. Після того, як тюремна влада була захоплена, засуджені почали масове святкування, ніби вони щойно відвоювали острів у своїх колишніх викрадачів. Невдовзі після цього на острів прибула поліцейська підтримка та швидко взяла під контроль те, що залишилося від колонії, а також усіх ув’язнених (жоден не намагався втекти з острова, незважаючи на можливість). Після бунту 58 в'язнів були звинувачені у заворкушеннях та вбивстві Даттона і його штабних офіцерів Арумугана Вірасінгема, Чок Кока Хонга та Тан Кока Хіана.
Сумнозвісна справа була розглянута у Верховному суді Сінгапуру 18 листопада 1963 року і тривала безпрецедентні 64 дні. В'язнів представляв Девід Маршалл. 12 березня наступного року суд присяжних із семи осіб визнав 18 обвинувачених винними у вбивстві, 18 — у бунті із застосуванням смертоносної зброї та 11 — у бунті. Решту 11 обвинувачених виправдали. 18, визнаних винними у вбивстві, були засуджені до смертної кари, а 18, визнаних винними в масових заворушеннях із застосуванням смертоносної зброї, були засуджені до трьох років позбавлення волі, а решті 11 обвинувачених призначено два роки позбавлення волі. 
Більшість учасників заворушень були відомими членами місцевих сінгапурських таємних товариств, які були затримані без суду та майже не мали надії покинути острів до кінця свого життя. У результаті жахливого бунту експериментальне виправне поселення було закрито, а програма раптово припинилася наприкінці 1964 року. Острів було оголошено закритим для всіх.

## Заборонена зона
З 9 червня 1989 року, як і в усіх інших військових районах, об’єктах і зонах у країні, відвідування острова цивільними особами у будь-який час дня та ночі суворо заборонена.  На Пулау Судонг є злітно-посадкова смуга та невелика диспетчерська вежа для військових літаків, які здійснюють посадку та зліт перед польотом до сусіднього Pulau Pawai, де розташована серія штучних наземних цілей для навчань з бомбардування. 

## Зовнішні посилання
- Коралові рифи Сінгапуру - Бойові острови
- «Дельфінів помітили біля Пулау Сенанг» на сайті habitatnews
- Супутниковий знімок Пулау Сенанг - Google Maps